# Заречка (Брестская область)
Заречка (на полес. Заричка) — деревня в Дрогичинском районе Брестской области Белоруссии, в составе Попинского сельсовета. Население — 538 человек (2019).

## География
д. Заречка находится в 15 км к югу от Дрогичина и в 10 км к северу от границы с Украиной. Деревня стоит на южном берегу Днепровско-Бугского канала. На другом берегу Днепровско-Бугского канала находится деревня Ляховичи и деревня Кублик. В западной части деревни проходит автодорога Дрогичин — Дивин. Ближайшая ж/д станция в Дрогичине (линия Брест — Пинск). Является приграничной зоной с Украиной.

## История
Первое упоминание про местность Заречка относится к 1620 году, тогда это было часть села Ляховичи (с. Ляховичи впервые упомянуты в 1492 году). Возможно, что деревня называлась ещё и Дербинка. Самостоятельной деревней стала с 1783 года, когда был достроен Днепро-Бугский (Королевский) канал. Деревня относилась административно к Берестейскому воеводству Великого княжества Литовского. Православное христианства окончательно утвердилось только в конце XV века. До этого имело огромный вес язычество. До сих пор часть христианских праздников называются языческими именами. Пахотных земель из-за заболоченной местности было не много, вплоть до осушения болот в 1960-х-1970-х годах. Земли д. Заречка принадлежали помещику, поместье которого размещалось в селе Ляховичи.
Во времена Российской империи с 1795 до 1918 года земли Заречки относились к Осовецкой волости Кобринскому уезда Гродненской губернии. В 1915 году оккупирована Германскими войсками. Согласно Рижскому мирному договору (1921) деревня вошла в состав межвоенной Польши, где принадлежала Дрогичинскому повету Полесского воеводства по 1939 год. С 1939 года в составе БССР. С июня 1941 по июль 1944 гг. периодически находилась в зоне оккупации германскими войсками. Деревня находилась в эпицентре партизанских сражений, и входила в зону размещения партизанских отрядов. Известна 42-дневная оборона Днепро-Бугского канала партизанами от атак Германских войск в феврале-марте 1944 года. В результате чего почти все дома и постройки были уничтожены, а местное население эвакуировано в район реки Припять д. Мукошин и д. Люботин (Украина)
В 1951—1958 годы была центром сельхозартели имени Андреева. В 1958—1964 годы была центром сельхозартели «Заря». В 1964—2003 годах была центром колхоза «Дружба». В 2003—2010 годы центр СПК «Заречье». Есть трёхэтажная белорусскоязычная школа, детский сад, почта, дом культуры, МТФ, магазины, мастерские СПК.

Поскольку деревня находится на берегу Днепро-Бурского канала, то сообщение с районным центром было через паромною переправу. В начале 1970-х годов был построен мост через канал, что облегчило соотношения с городом Дрогичин и окрестными селениями. Население деревни почти всё православные христиане. Разговорный язык — полесский (на основе украинского и белорусского). 
25 сентября 2010 года в деревне Заречка состоялось освящение православного храма-часовни в честь местночтимой иконы Казанской Божьей Матери. Повод к строительству послужило событие 1936 года. Когда в обычной сельской семье, проживающей в д. Заречке, хозяйка дома начала наблюдать, что старая семейная икона Казанской Богоматери удивительным образом просветлела и стала обновляться. Икона начала издавать тихий колокольный звон, который был слышен в течение двух месяцев. Комиссия из тогдашнего Пинского монастыря засвидетельствовала это чудесное явление.

## Население
| 1823 | 1989 | 2009 | 2019 |
| ---- | ---- | ---- | ---- |
| 251  | 982  | 623  | 538  |